# FC Malacky
FC Malacky là một câu lạc bộ bóng đá Slovakia đến từ Malacky. Hiện tại đội bóng thi đấu ở 3. Liga (Bratislava) (cấp độ 3).